# Andrea Schirmaier-Huber
Andrea Schirmaier-Huber (* in München) ist eine deutsche Buchautorin und Fernsehbäckerin.

## Leben
Schirmaier-Huber wuchs in einer Konditoreifamilie in München-Ramersdorf auf. Nach ihrem Realschulabschluss mit den Schwerpunkten Kunst und Hauswirtschaft begann sie eine Ausbildung zur Hauswirtschafterin. Nach ihrem Abschluss 1994 absolvierte sie eine Ausbildung zur Konditorin in München und übernahm nach ihrem Abschluss die Leitung der Backstube des Familienbetriebs. Zudem nahm sie an landesweiten Konditormeisterschaften teil und erlangte 1998 den Titel der Konditorbundesmeisterin und damit auch die Qualifikation für die Weltmeisterschaft. 1999 wurde sie zur Konditorweltmeisterin in den Fächern Pâtisserie, Confiseur und Konditor gekürt.
2003 schloss sie ihre Prüfung zur Konditormeisterin ab und sammelte Handwerkserfahrungen im Ausland, um schließlich die Abteilungsleitung der Konditorei in einem Feinkosthandel zu übernehmen. Zudem modernisierte sie den Familienbetrieb und veröffentlichte ihre ersten Backbücher. 2013 vergrößerte sie ihren Betrieb und verlegte diesen nach Oberpframmern. Dort betreibt sie bis heute eine Konditorei, Confiserie, Backakademie und Konfitürenmanufakur. 2018 gründete sie die Bake and Cook Academy.

## Fernsehen
- 2007 Backen wie die Weltmeister, BR Fernsehen, Protagonistin
- 2011 Die drei Musketiere, Food-Stylistin
- 2013, 2014 Das große Backen, Sat.1, Jurorin
- 2015 Deutschlands beste Bäcker, ZDF, Jurorin
- 2019 Essen & Trinken, RTL plus

## Werke
- Mini-Gugelhupf – Einfach zum Vernaschen, GU Verlag, 2013, ISBN 978-3-8338-3626-8
- Süsse Cronuts – Trendmix aus Croissant und Donut, GU Verlag, 2013, ISBN 978-3-8338-4097-5
- Kuchen & Süßes, Südwest Verlag, 2015, ISBN 978-3-641-15107-2
- Süße Dekore, Matthaes Verlag, 2015, ISBN 978-3-87515-130-5
- Geschenke aus meiner Backstube, Fackelträger Verlag, 2017, ISBN 978-3-7716-4686-8